# Záhedán
Záhedán (perzsa írással زاهدان) város Délkelet-Iránban. Szisztán és Beludzsisztán tartomány, valamint Záhedán megye székhelye. A város népessége 2006-os becslések szerint 570 389 fő volt.

## Fekvése
A pakisztáni és afganisztáni határtól mintegy 60 km-re, Teherántól 1605 kilométerre fekvő település. 1352 méteres tengerszint feletti magasságon fekszik.

## A város leírása
Záhedán és környéke a zoroasztrizmus egyik központja, fontos forgalmi csomópont, innen vonat indul a pakisztáni határ felé, és a város még ma is a karavánok pihenőhelye. A várost Irán talán legszegényebb városának tartják. A régió legfontosabb gazdasági központja, ahol sok kis és közepes iparág található, melyeknek fő termékei a pamut textil, szövött és csomózott szőnyeg, kerámia-, a feldolgozott élelmiszerek, állati takarmányok, feldolgozott bőrök, hántolt rizs, tégla, nád alátét- és kosárkészítés.
A környék fő érdekessége a beludzsok és az indiaiak népviselete.

## Nevezetességek
- Fellegvár - erősen romos állapotban
- Péntek-mecset
- Raszuli bazár
- Taftán - Záhedántól mintegy 100 km-rel délre található időszakos vulkán, mely a környező síkságból hirtelen emelkedik ki 4042 méter magasságig.